# Fontänskulptur

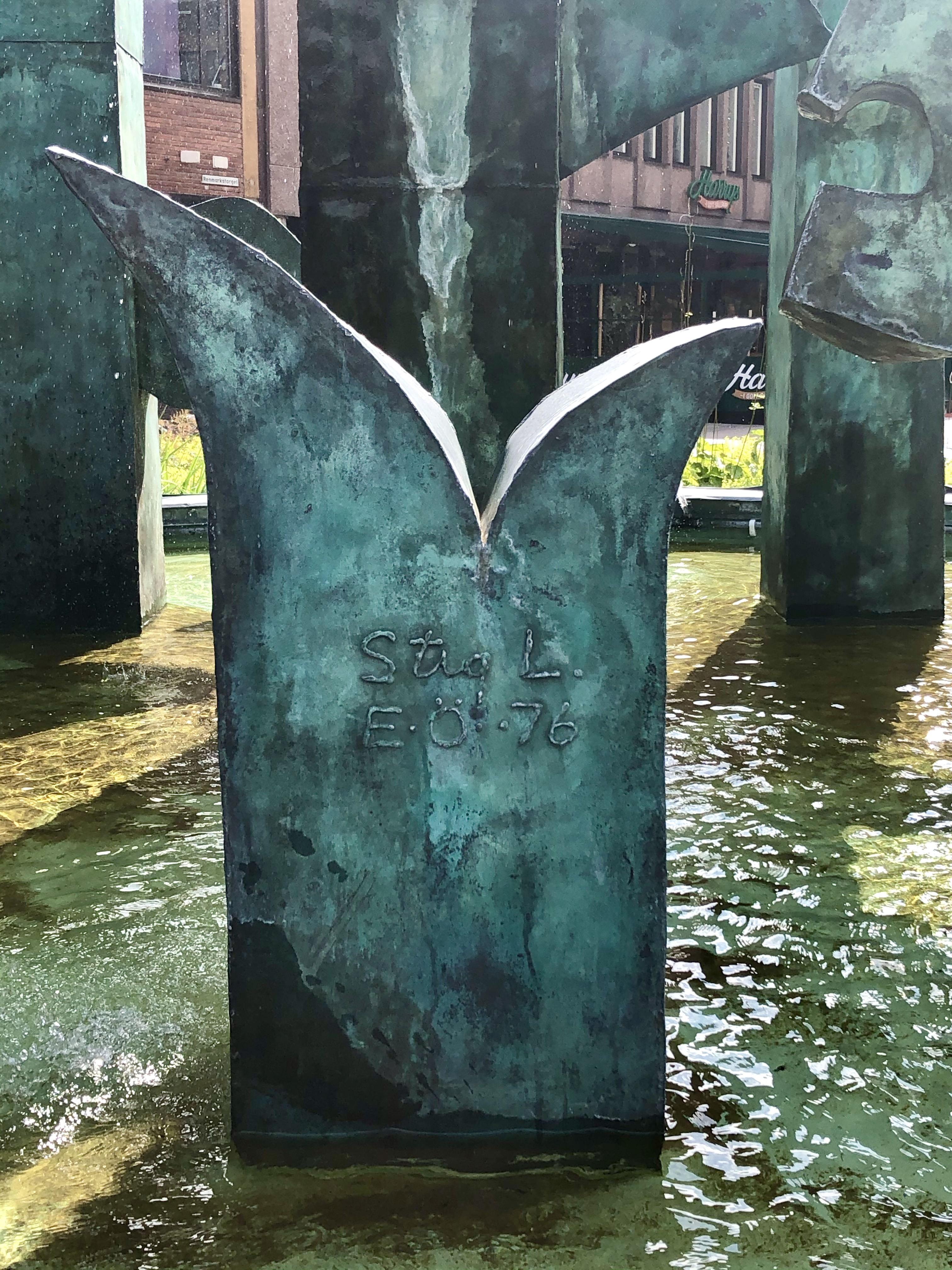
Signaturer från konstnärerna Stig Lindberg och Eje Öberg på Fontänskulptur.

Fontänskulptur är ett monumentalt verk – ritat av den umeåfödde formgivaren Stig Lindberg och utfört av keramikern Eje Öberg – som Umeå kommun lät placera mitt på Renmarkstorget i centrala Umeå två år efter torgets ombyggnation i mitten av 1970-talet. 
| ”                                      | Rektangulära former, som ser ut att vara skurna direkt ur ett lerblock, grupperar sig i en rund kopparbassäng. Kraftfulla stjälkar eller socklar sträcker sig uppåt himlen och bär upp en frukt, en fisk, en blomma eller fågel. | „ |
| – Lenita Berggren i Skulpturguide Umeå | |   |